# Francesca Ciardi
Francesca Ciardi (n. 26 iulie 1954, Roma, Italia) este o actriță italiană, cunoscută pentru participarea ei la filmul gore Cannibal Holocaust (1980).
Ea a fost unul dintre cei patru actori despre care poliția italiană credea că au fost uciși în realizarea filmului de groază Cannibal Holocaust. Filmul a fost atât de realist încât, la scurt timp după lansare, regizorul Ruggero Deodato a fost arestat sub acuzația de crimă. Actorii au semnat de fapt contracte pentru a sta departe de mass-media timp de un an pentru a fundamenta zvonurile că ar fi fost de fapt un film snuff. Curtea a fost convinsă că sunt în viață doar când le-au expirat contractele și actorii au apărut într-o emisiune de televiziune ca dovadă.

## Filmografie
- Cannibal Holocaust (1980)
- The Tunnel (1980)
- Caccia al ladro d'autore (1985) (seriale de televiziune)
- La ragazza dei lilla (1985)
- Mosca addio (1987)
- Safari (1991)
- Death Walks (2016)